# الرابطة الهانزية

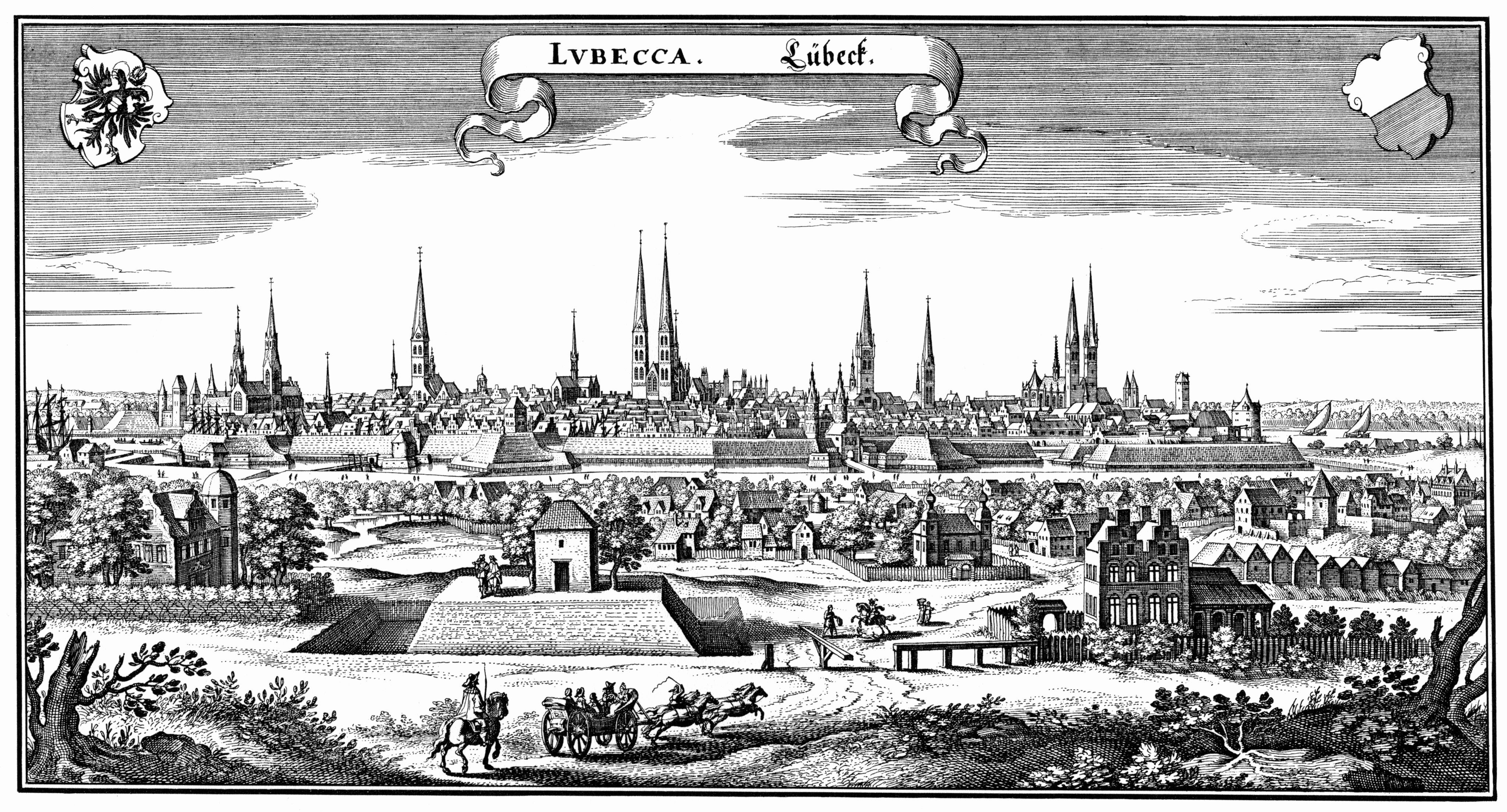
منظر عام لمدينة لوبيك في القرن الـ17 الميلادي

الرابطة الهَنزِيَّة أو عُصبة هَنزا أو عُصبة الهَنزة أو (نقحرة:هانزه، الهانزِية) (بالألمانية: die Hanse) هي رابطة ضمت العديد من المدن التجارية في منطقة بحر الشمال (شمال ألمانيا) والبلطيق، استمرت من القرن الثاني عشر حتى القرن السابع عشر. ضمت في البداية ثلاث مدن ألمانية هي : لوبيك، وهامبورغ وكولن، ثم تزايد عدد المدن المنضوية تحت لوائها حتى بلغ 80 مدينة في القرن الـ14 للميلاد. شكلت هذه المدن نواة الرابطة الهَنزية، أقامت لها عدة محطات تجارية في نوفغورود (روسيا)، برجن (النرويج)، لندن وبروج (بلجيكا). بدأت مرحلة الأفول عندما تلقت لوبيك وهي المدينة التي كانت مركزا لها هزائم قاسية على يد الدانمارك سنوات 1543-1535 م (راجع: حركة الإصلاح البروتستانتية).

## تاريخ
كانت منطقة البلطيق مسرحاً للرحلات البحرية الاستكشافية والغارات وأعمال القرصنة منذ أقدم العصور، فقد أبحر بحارة غوتلاند في الأنهار البعيدة حتى وصلوا لنوفغورود. سيطر الإسكندنافيون على التجارة الدولية في منطقة البلطيق قبل ظهور الرابطة الهَنزية، وأسسوا مراكز تجارية رئيسية في بيركا وهايتابو وشليسفيغ بحلول القرن التاسع الميلادي. حتى الموانئ الهَنزية اللاحقة بين مكلنبورغ وكونيجسبيرغ (كالينينغراد الحالية) كانت في الأصل جزءًا من نظام التجارة البحرية عبر البلطيق الذي تتحكم به الشعوب الإسكندنافية.
يُرجع المؤرخون أصول الرابطة الهَنزية إلى إعادة بناء مدينة لوبيك شمال ألمانيا في عام 1159 على يد دوق ساكسونيا وبافاريا هنري الأسد، وذلك بعد أن انتزع السيطرة على المنطقة من كونت شاونبورغ وهولشتاين أدولف الثاني. ركزت الدراسات التاريخية الحديثة على لوبيك نظراً إلى أن تصميمها المعماري يشبه إلى حدٍّ كبير المراكز التجارية الإقليمية. سرعان ما سيطرت المدن الألمانية على التجارة في بحر البلطيق خلال القرن الثالث عشر، وأصبحت لوبيك حلقة الوصل في التجارة البحرية بين المناطق المحيطة ببحر الشمال وبحر البلطيق، وقد بلغت سيطرة لوبيك أوجها خلال القرن الخامس عشر.[بحاجة لمصدر]

### التأسيس

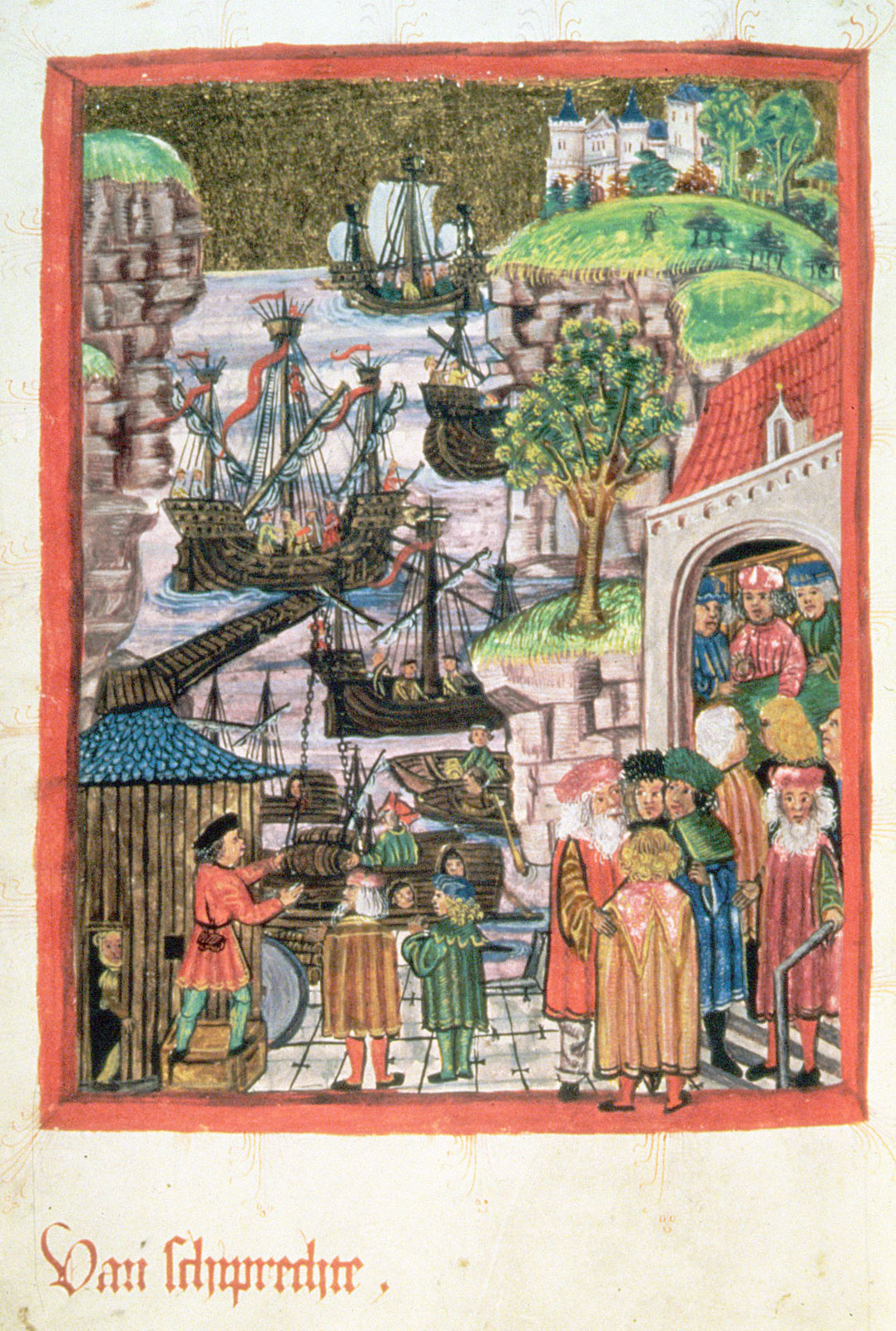
تأسيس الاتحاد بين مدينتا لوبيك وهامبورغ

أصبح لوبيك مركزاً لتجار ساكسونيا ووستفاليا الذين يتاجرون شرقاً وشمالاً. وقد بدأ هؤلاء التجار بتشكيل نقابات (Hansa) بهدف التجارة مع المدن البعيدة خصوصاً في بحر البلطيق الشرقي قبل ظهور مصطلح الرابطة الهَنزية في وثيقة عام 1267 بوقتٍ طويل. وفَّرت هذه المنطقة الأخشاب والشمع والعنبر والراتنج والفراء بالإضافة للقمح، وكانت هذه السلع تنقل إلى أسواق الموانئ من المناطق الداخلية عبر زوارق صغيرة. تزامن هذا النشاط التجاري المتزايد مع تطوير المدن لأعداد جيوشها الخاصة وتجهيزاتها، وظهرت بوادر التحالف بين المدن الهَنزية، وغالباً ما كانت السفن التجارية تستخدَم لنقل الجنود والعتاد.
كانت مدينة فيسبي في جزيرة غوتلاند مركزاً حيوياً للتجارة البحرية قبل ظهور الرابطة الهَنزية، وقد أنشأ تجار فيسبي مركزاً تجارياً في نوفغورود أطلق عليه اسم غوتاغارد (غوتنهوف) في عام 1080. وقد بقي تجار شمال ألمانيا يعتمدون في الفترة الأولى على غوتلاند، لكنهم أنشؤوا فيما بعد مركزاً تجارياً خاصاً بهم في نوفغورود عرف باسم بيترهوف في النصف الأول من القرن الثالث عشر، وفي عام 1229 مُنح التجار الألمان في نوفغورود بعض الامتيازات وهو الأمر الذي عزز من نفوذهم هناك. عملت الرابطة الهَنزية على إزالة القيود المفروضة على تجارة المدن المنضوية تحت لوائها، ويعود أقدم توثيق معروف لاتحاد تجاري ألماني إلى عام 1157 في لندن،[بحاجة لمصدر] ففي تلك السنة أقنع تجار الرابطة الهَنزية في كولونيا هنري الثاني ملك إنجلترا بإلغاء جميع الرسوم المفروضة عليهم في لندن، والسماح لهم بالتجارة في جميع أنحاء المملكة.[بحاجة لمصدر] اكتسبت مدينة لوبيك -أهم مدن الرابطة الهَنزية- امتيازات إمبراطورية حتى غدت مدينة إمبراطورية حرة في عام 1226، ممثلة لتلك الممنوحة لمدينة هامبورغ في عام 1189.
تحالفت مدينتا لوبيك وهامبورغ في عام 1241، وهو التحالف الذي شكل مقدمة لظهور الرابطة الهَنزية. تمتعت مدينة لوبيك بإمكانية الوصول إلى مناطق الصيد في بحريّ البلطيق والشمال، في حين تحكمت هامبورغ بطرق تجارة الملح من لونبورغ، وهكذا سيطرت المدينتان المتحالفتان على معظم تجارة الأسماك والملح وخاصة سوق سكانيا. انضمت مدينة كولونيا إلى التحالف في عام 1260، وفي عام 1266 منح ملك إنجلترا هنري الثالث لوبيك وهامبورغ ميثاقاً لتسهيل العمليات التجارية في إنجلترا، وانضمت إليهما كولونيا في عام 1282، لتشكل هذه المدن الثلاث أقوى رابطة تجارية في لندن.[بحاجة لمصدر]

### التوسع التجاري

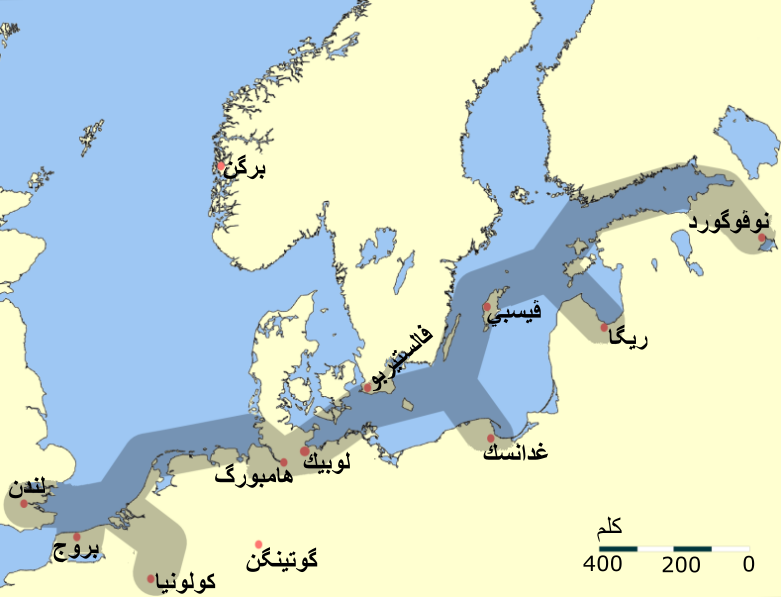
طرق التجارة الرئيسية ضمن الرابطة الهَنزية

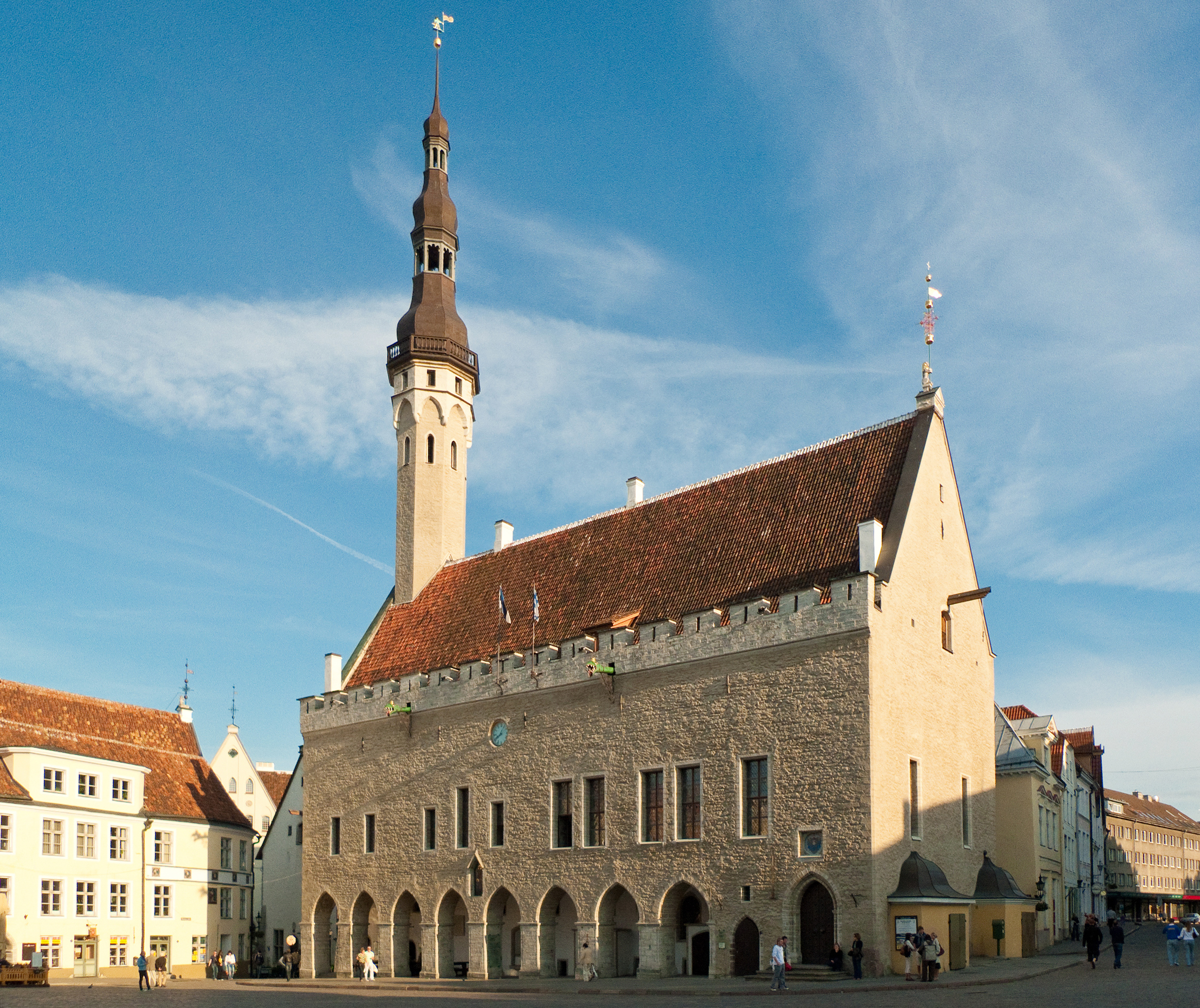
مبنى قاعة بلدية ريفال في تالين

أتاح موقع لوبيك على بحر البلطيق الوصول إلى طرق التجارة مع إسكندنافيا والمدن الروسية، ما جعلها في منافسة مباشرة مع الدول الاسكندنافية التي كانت تسيطر في السابق على معظم طرق التجارة في منطقة البلطيق. لكن الاتفاقية التي وقعتها مدن الرابطة الهَنزية مع فيسبي أنهت هذه المنافسة، إذ تمكن تجار لوبيك بفضل هذه المعاهدة من الوصول إلى ميناء نوفغورود الروسي، وبنوا مركزاً تجارياً لهم هناك. وعلى الرغم من أن مثل هذه التحالفات تشكلت في جميع أنحاء الإمبراطورية الرومانية المقدسة، لم تصبح الرابطة الهَنزية منظمة رسمية، وكانت جمعيات المدن الهَنزية تجتمع بشكل غير منتظم في لوبيك لحضور يوم الرابطة الهَنزية كل عام اعتباراً من عام 1356 فصاعداً. لكن العديد من المدن اختارت عدم الحضور أو إرسال ممثلين لها، وحتى القرارات الصادرة عن الاجتماع لم تكن ملزمة للمدن، وعلى كل حال فقد ازدادت وتيرة التحالفات لتشمل الرابطة الهَنزية في النهاية ما بين 70 – 170 مدينة.
نجحت مدن الرابطة في إنشاء مراكز تجارية إضافية في بروج وبيرغن ولندن. تأسس المكتب التجاري الخاص بالرابطة في لندن في عام 1320 غرب جسر لندن بالقرب من شارع التايمز في الموقع الذي تشغله الآن محطة كانون ستريت، وتطور هذا المكتب ليصبح مُجمَّعاً تجارياً كبيراً مع مستودعاته الخاصة ومكاتبه ومنازله، ما عكس أهمية وازدهار النشاط التجاري فيه، وأصبح يعرف باسم ستيليارد في عام 1422.[بحاجة لمصدر]
كان للرابطة الهَنزية تأثير هام في ظهور وتطور التجارة والصناعة في شمال ألمانيا بدءاً بالأقمشة الصوفية، ولكن مع زيادة حجم النشاط التجاري صُنعت الأقمشة الصوفية الأحدث والكتان وحتى الحرير في مدن الشمال الألماني. حدثت نهضة مشابهة في صناعة منتجات أخرى مثل نحت الخشب وإنتاج الدروع وسباكة المعادن. أدى احتكار الملاحة البحرية والتجارة على مدار قرن من الزمن تقريباً من قبل مدن الرابطة الهَنزية لظهور النهضة في شمال ألمانيا قبل فترة طويلة من بقية أوروبا.
تاجرت مدن الرابطة بالأخشاب والفراء والراتنج والقطران والكتان والعسل والقمح والحبوب من الشرق، والأقمشة والسلع المصنعة من إنجلترا، والمعادن الخام كالنحاس والحديد من السويد. استوطن المهاجرون الألمان في القرنين الثاني عشر والثالث عشر في العديد من المدن على ساحل بحر البلطيق الشرقي أو بالقرب منه مثل: إلبينغ وتورون وتالين وريغا ودوربات، والتي أصبحت أعضاء في الرابطة الهَنزية، ولا يزال بعضها يحتفظ بالعديد من مباني الرابطة وتقاليدها. تقيَّدت هذه المدن جميعها بقانون لوبيك الذي ينص على الاحتكام إلى مجلس مدينة لوبيك في جميع الخلافات القانونية. انضمت أغلب المدن الرئيسية في لاتفيا وإستونيا إلى الرابطة الهَنزية. كانت اللغة المهيمنة على التجارة بين مدن الرابطة هي الألمانية الدنيا الوسطى، وأصبح لهذه اللهجة تأثير كبير على البلدان المشاركة في التجارة وعلى اللغات الإسكندنافية والإستونية واللاتفية.

### فترة الذروة
رغم الاختلاف بين مدن الرابطة لكن أعضاءها اشتركوا ببعض الخصائص والميزات. فقد بدأت معظم مدن الرابطة الهَنزية كمدن مستقلة أو حصلت على استقلالها لاحقاً رغم أن هذا الاستقلال كان محدوداً نسبياً. دانت المدن الحرة الهَنزية بالولاء مباشرة للإمبراطور الروماني المقدس دون أي التزام من قبل النبلاء المحليين. ومن أوجه التشابه الأخرى بين هذه المدن مواقعها الاستراتيجية على طول طرق التجارة البحرية. نجح تجار الرابطة الهَنزية في استخدام قوتهم الاقتصادية وفي بعض الأحيان قوتهم العسكرية للتأثير على السياسة الإمبراطورية في أوج قوتهم في أواخر القرن الرابع عشر. وبدأت الرابطة تمارس نفوذها في الخارج، فمثلاً شنت مدن الرابطة الحرب على الدنمارك بين أعوام 1361 – 1370، ورغم أنها لم تنجح في البداية لكنها تمكنت بعد تحالفها مع كولونيا في عام 1368 من احتلال كوبنهاغن وهلسنغبورغ، وإجبار فلاديمير الرابع ملك الدنمارك وصهره هاكون السادس ملك النرويج على منح الرابطة 15% من أرباح تجارة الدنمارك في معاهدة السلام التي وقعت في سترالسوند في عام 1370، وبالتالي تمكنت من احتكار التجارة والاقتصاد بشكل شبه كامل في الدول الإسكندنافية. مثَّلت هذه المعاهدة فترة الذروة للقوة الهَنزية، لاحقاً وبعد الحرب الدنماركية الهَنزية (1426-1435)، وقصف كوبنهاغن (1428)، جددت معاهدة فوردينغبورغ الامتيازات التجارية الهَنزية في عام 1435.

## معرض صور

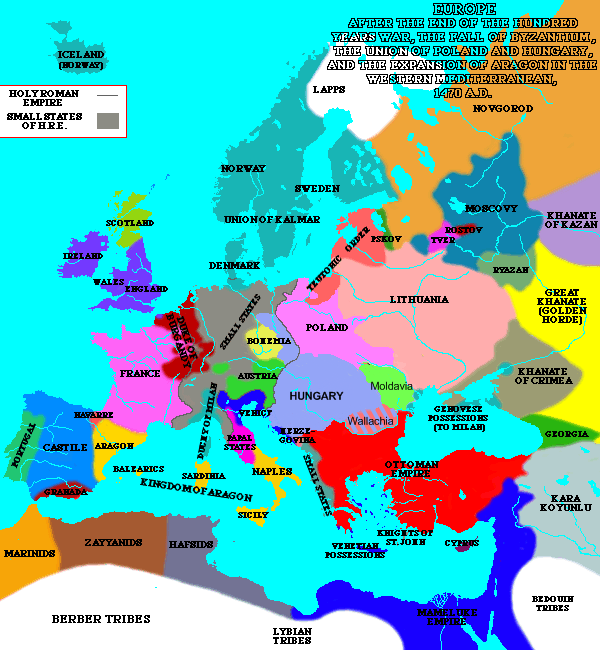
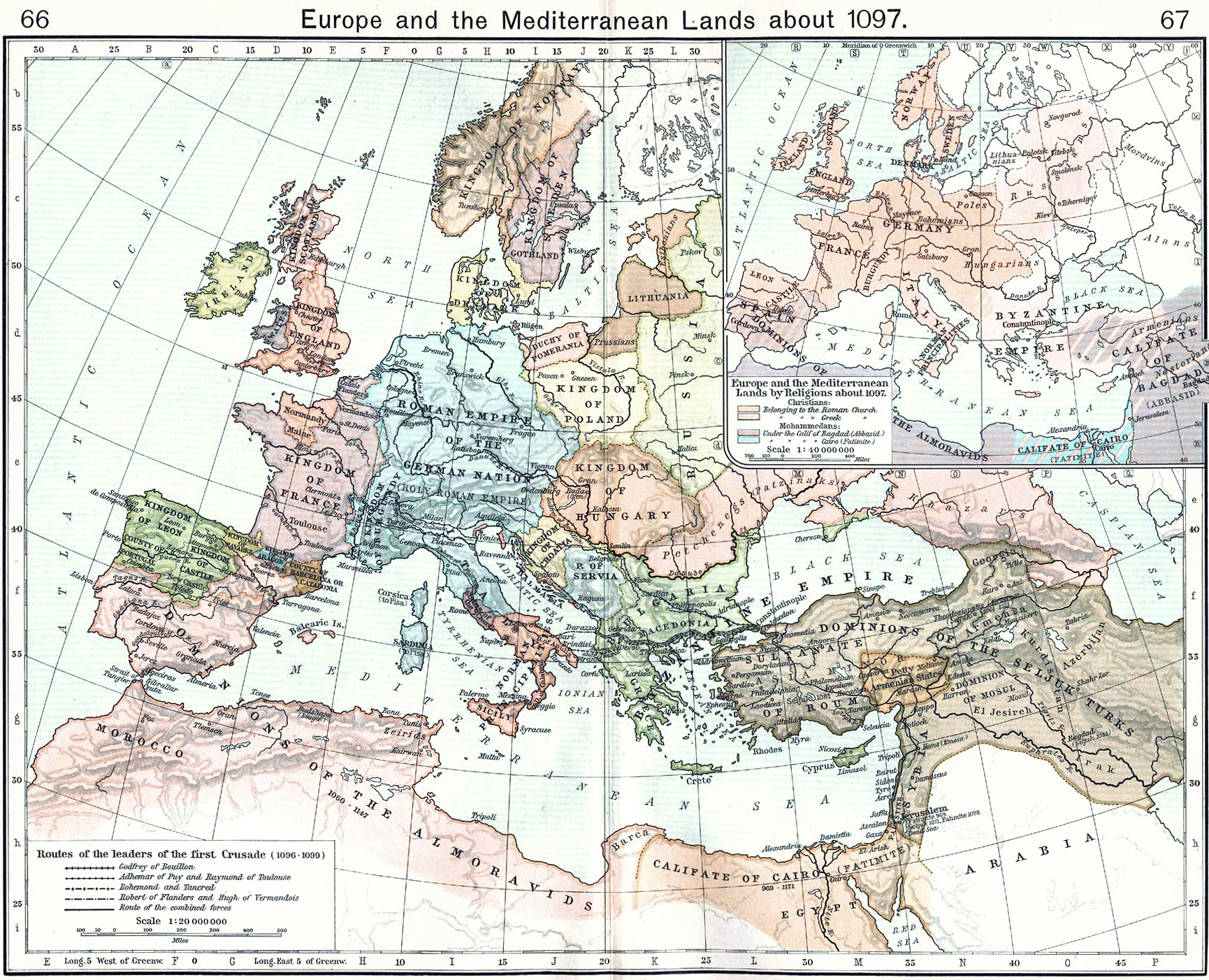
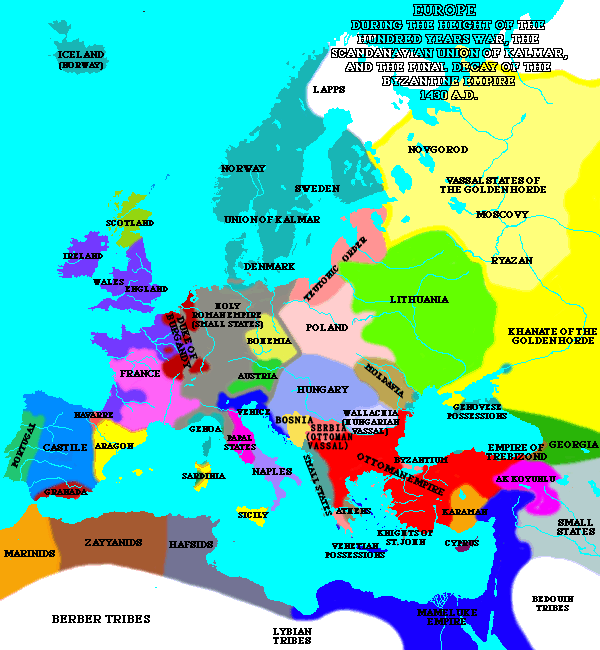
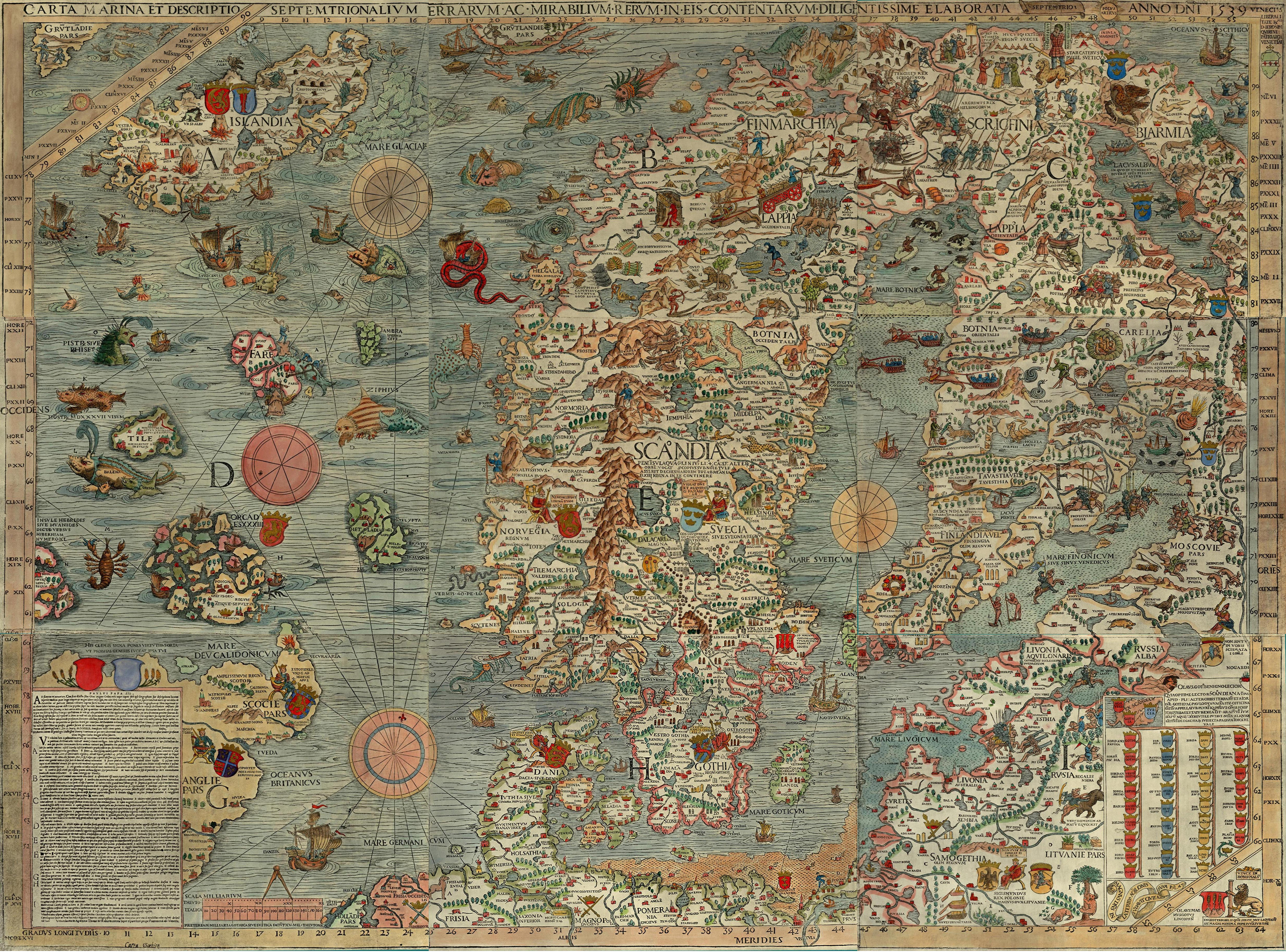